# Kelly Matthews
Kelly Matthews (* 10. August 1983) ist eine englische Badmintonspielerin. 

## Karriere
Kelly Matthews gewann von 2000 bis 2002 vier nationale Juniorentitel in England. 2004 war sie bei den Irish Open im Mixed
mit Ruben Gordown Khosadalina erfolgreich. Ebenfalls 2004 belegte sie Rang drei bei den Canadian Open gemeinsam mit Ian Palethorpe.

## Sportliche Erfolge
| Saison | Veranstaltung                             | Disziplin   | Platz | Name                                       |
| ------ | ----------------------------------------- | ----------- | ----- | ------------------------------------------ |
| 2000   | England: Einzelmeisterschaft der Junioren | Dameneinzel | 1     | Kelly Matthews                             |
| 2001   | England: Einzelmeisterschaft der Junioren | Dameneinzel | 1     | Kelly Matthews                             |
| 2001   | England: Einzelmeisterschaft der Junioren | Damendoppel | 1     | Kelly Matthews / Julie Standley            |
| 2002   | England: Einzelmeisterschaft der Junioren | Dameneinzel | 1     | Kelly Matthews                             |
| 2004   | Irish Open                                | Mixed       | 1     | Ruben Gordown Khosadalina / Kelly Matthews |
| 2004   | Canadian Open                             | Mixed       | 3     | Ian Palethorpe / Kelly Matthews            |

## Referenzen
- Kelly Matthews beim Badminton-Weltverband

| Personendaten    | Personendaten                |
| ---------------- | ---------------------------- |
| NAME             | Matthews, Kelly              |
| KURZBESCHREIBUNG | englische Badmintonspielerin |
| GEBURTSDATUM     | 10. August 1983              |